# باتريك ليدوكس
باتريك ليدوكس هو مخرج بلجيكي، ولد في 6 نوفمبر 1934 في أوكَل في بلجيكا.

## وصلات خارجية
- باتريك ليدوكس على موقع IMDb (الإنجليزية)
- باتريك ليدوكس على موقع أول موفي (الإنجليزية)
- باتريك ليدوكس على موقع قاعدة بيانات الفيلم (الإنجليزية)
- باتريك ليدوكس على موقع كينوبويسك (الروسية)